# Trentino Basket Cup 2013
Il Torneo Trentino Basket Cup 2013 si è svolto dal 7 al 9 agosto 2013.

Gli incontri si sono svolti nella città di Trento nell'omonimo impianto.

## Squadre partecipanti
1. Georgia
2. Israele
3. Italia
4. Polonia

## Risultati
Prima giornata
| Trento 7 agosto 2013 | Polonia | 65 – 81 | Israele | PalaTrento |

| Trento 7 agosto 2013 | Italia | 85 – 69 | Georgia | PalaTrento |

Seconda giornata
| Trento 8 agosto 2013 | Polonia | 87 – 75 | Georgia | PalaTrento |

| Trento 8 agosto 2013 | Italia | 67 – 64 | Israele | PalaTrento |

Terza giornata
| Trento 9 agosto 2013 | Georgia | 79 – 77 | Israele | PalaTrento |

| Trento 9 agosto 2013 | Italia | 76 – 65 | Polonia | PalaTrento |

## Classifica
| Pos. | Team    | Punti |
| ---- | ------- | ----- |
| 1    | Italia  | 6     |
| 2    | Israele | 2     |
| 3    | Polonia | 2     |
| 4    | Georgia | 2     |